# Hvitsten
Hvitsten este o localitate din comuna Vestby, provincia Akershus, Norvegia.